# Guglielmo Stendardo
Guglielmo Stendardo (Nápoles, Ciudad metropolitana de Nápoles, Italia, 6 de mayo de 1981) es un exfutbolista, entrenador, abogado y profesor italiano. Jugaba de defensa y actualmente entrena al equipo de fútbol de la Universidad LUISS.

## Trayectoria
Guglielmo Stendardo creció futbolísticamente en las categorías inferiores del Napoli, club de su ciudad natal, junto con su hermano Mariano. Subió al primer equipo el año 1997 y debuta en la Serie A en un partido en que el Napoli empató a 2-2 el 16 de mayo de 1998. En ese equipo estuvo solo por una temporada.
Al año siguiente se trasladó a la Sampdoria, donde jugó durante cinco temporadas en la Serie B, y tuvo 33 apariciones en total. En la temporada 2002 - 2003 jugó seis meses para el Salernitana, en el que estuvo 17 partidos. En el año 2003 fue contratado en Catania con 42 apariciones y en el año 2004 jugó en el Perugia com 35 partidos y 2 goles. 
Tras el fracaso de Perugia, fue contratado por el Lazio de Roma. En su primera temporada (2005 - 2006), jugó en 18 veces convirtiendo un gol. Mientras, en la temporada (2006 - 2007) después de un total de 21 partidos y ha hecho 3 goles.

## Clubes
| Club                       | País   | Año         |
| -------------------------- | ------ | ----------- |
| S. S. C. Napoli            | Italia | 1997 - 1998 |
| U. C. Sampdoria            | Italia | 1998 - 2003 |
| Salernitana Sport (cedido) | Italia | 2003        |
| Calcio Catania (cedido)    | Italia | 2003 - 2004 |
| A. C. Perugia              | Italia | 2004 - 2005 |
| S. S. Lazio                | Italia | 2005 - 2008 |
| Juventus F. C. (cedido)    | Italia | 2008        |
| S. S. Lazio                | Italia | 2008        |
| U. S. Lecce (cedido)       | Italia | 2008        |
| S. S. Lazio                | Italia | 2009 - 2012 |
| Atalanta B. C.             | Italia | 2012 - 2017 |
| Delfino Pescara 1936       | Italia | 2017 - 2018 |
| LUISS                      | Italia | 2018 - 2020 |